# Rộp
Rộp hay còn gọi bố dại, đay dại (danh pháp khoa học: Corchorus aestuans) là một loài thực vật có hoa trong họ Cẩm quỳ. Loài này được L. mô tả khoa học đầu tiên năm 1759.